# Dassault Mercure

Il prototipo F-WTCC del Dassault Mercure 100 a Caselle nel 1972.

Il Dassault Mercure è un bimotore a getto di linea ad ala bassa prodotto dall'azienda aeronautica francese Dassault Aviation negli anni settanta. Tra il 1973 e il 1980, indagini di mercato indicarono l'esistenza di un mercato potenziale di 1.500 velivoli a corto raggio da 130-150 passeggeri. Il programma Mercure fu lanciato ufficialmente nel mese di aprile 1969.

## Storia

### Sviluppo
La produzione, condotta sotto la gestione del progetto di Dassault Aviation, si divise tra Fiat (Italia), CASA (Spagna), ADAP (Belgio), la Fabrique fédérale d'avions FW di Emmen (Svizzera) e Canadair (Canada). L'assemblaggio finale era eseguito da Dassault, a Mérignac per il prototipo e a Istres  per il velivolo di serie, in un impianto appositamente costruito per questo scopo. Questo fu il primo grande sistema di cooperazione europea per l'aviazione civile, il quale prefigurava future azioni di cooperazione di grandi dimensioni come quella di Airbus.
Per consentire la costruzione di serie, la Dassault Aviation creò su richiesta della DATAR 4 nuovi impianti: Martignas, Poitiers, Seclin e Istres. Il prototipo di Mercure 100 fece il suo primo volo a Mérignac il 28 maggio 1971, con un equipaggio composto da Jean Coureau, Jérôme Résal e Gérard Joyeuse. Il 2 giugno 1971, 4 giorni dopo il suo primo volo, venne presentato al Salon du Bourget.

### Impiego operativo
Il 30 gennaio 1972 la compagnia aerea Air Inter ordinò 10 aerei. Il primo velivolo di serie fece il suo primo volo il 19 luglio 1973. La certificazione civile fu ottenuta dalla DGAC il 12 febbraio 1974.
Nonostante l'interesse mostrato da diverse compagnie aeree degli Stati Uniti, la vendita dell'aereo fu limitata solo alla compagnia francese Air Inter. Il programma non si avviò, vittima dello shock petrolifero, della svalutazione del dollaro, dell'inflazione in Europa e della preferenza delle compagnie aeree per un aeromobile polivalente di breve-medio raggio. Il velivolo era inoltre penalizzato dai motori: i Pratt & Whitney JT8D che lo equipaggiavano erano relativamente vecchi, rumorosi e consumavano troppo. Infine, esso era compromesso per via dell'imbardata che veniva eccessivamente percepita dai sedili posteriori, che li rendeva particolarmente scomodi. Per il resto, il Mercure 100 era simile al Boeing 737 ma più veloce.
Alla fine solo 10 Mercure 100 furono fabbricati. La linea di montaggio venne arrestata il 19 dicembre 1975. Dassault provò per alcuni anni a rilanciare il progetto, contattando imprese americane per proporre loro di produrre gli aerei su licenza, in particolare nel lancio del progetto Mercure 200, che doveva avere una fusoliera più lunga e i motori CFM56 ben più efficienti. Il progetto non fu mai completato, ma alcune voci suggeriscono che i progetti furono venduti ad Aérospatiale e che in seguito abbiano ispirato più o meno il progetto dell'Airbus A320.
L'11 luglio 1983 Air Inter, soddisfatta del funzionamento dei suoi Mercure e desiderosa di un aeromobile aggiuntivo, chiese la messa in standard del prototipo Mercure 02, che aveva effettuato il suo primo volo il 7 settembre 1972. Fu consegnato ad Air Inter l'8 marzo 1985 e diventò l'11° aereo della flotta.
Il 29 aprile 1995 gli ultimi 2 degli 11 Mercure in servizio sulla rete di Air Inter effettuarono il loro ultimo volo; uno di essi sarà offerto alla École supérieure des métiers de l'aéronautique (ESMA).
Questo fu anche il primo velivolo completamente gestito da un equipaggio femminile, durante un volo da Parigi a Lione nel 1985.

## Versioni e varianti
- Mercure-100: prodotta in 12 esemplari, 2 prototipi e 10 di serie; successivamente il secondo prototipo fu ristrutturato e trasferito alla Air Inter.
- Mercure-200: ipotizzata, ma non prodotta, prevedeva nuovi motori CFM International CFM56 e una capacità fino a 186 posti.

## Produzione
| #  | REG    | Compagnia aerea        | data     | exreg/ff           | vers. | stato    | note      |
| -- | ------ | ---------------------- | -------- | ------------------ | ----- | -------- | --------- |
| 1  | F-WTCC | Avions Marcel Dassault |          |                    | 100   | demolito | prototipo |
| 2  | F-BTMD | Air Inter              | 01.03.85 | F-WTMD, F-BTTX NTU | 100   | demolito | prototipo |
| 3  | F-BTTA | Air Inter              | 04.06.74 | F-WTTA             | 100   | demolito | di serie  |
| 4  | F-BTTB | Air Inter              | 18.06.74 |                    | 100   | stored   | di serie  |
| 5  | F-BTTC | Air Inter              | 18.07.74 |                    | 100   | demolito | di serie  |
| 6  | F-BTTD | Air Inter              | 27.09.74 |                    | 100   | stored   | di serie  |
| 7  | F-BTTE | Air Inter              | 24.10.74 |                    | 100   | stored   | di serie  |
| 8  | F-BTTF | Air Inter              | 28.11.74 |                    | 100   | stored   | di serie  |
| 9  | F-BTTG | Air Inter              | 26.01.75 |                    | 100   | stored   | di serie  |
| 10 | F-BTTH | Air Inter              | 25.02.75 |                    | 100   | stored   | di serie  |
| 11 | F-BTTI | Air Inter              | 03.04.75 |                    | 100   | stored   | di serie  |
| 12 | F-BTTJ | Air Inter              | 19.12.75 |                    | 100   | stored   | di serie  |

## Incidenti
Durante l'impiego operativo del Mercure, nessun esemplare venne mai coinvolto in incidenti.

## Velivoli comparabili
- Airbus A320
- Boeing 737-200
- Douglas DC-9